# Fei Lian
Fei Lian (auch: Fie Lien, wörtlich „fliegender Umhang“) ist in der chinesischen Mythologie ein Windgott, der seine Winde aus einem großen Sack entlässt. Er gilt als Unruhestifter, der vom himmlischen Bogenschützen Shen Yi gebändigt wird. Fei Lian wird meist als geflügelter Drache (Vogeldrache) mit dem Kopf eines Hirschs und einem Schlangenschwanz beschrieben. In seiner menschlichen Form heißt er Feng Bo.